# Сабарский Увал
Сабарский Увал — горный хребет, расположенный в Свердловской области, Россия.

## Географическое положение
Горный хребет Сабарский Увал расположен на территориях муниципальных образований «Нижнесергинский муниципальный район» и «Ачитский городской округ» Свердловской области, вытянутый с запада-северо-запада на восток-юго-восток от среднего течения реки Бисерть (правый приток реки Уфа) до нижнего течения реки Серга (правый приток реки Уфа). Длина хребта 65 километров. Через хребет проходят Свердловская железная дорога направления Москва – Казань – Свердловск и Сибирский тракт. 

## Вершины
Высшая вершина — (570,4 метра), в 27 километрах к западу-северо-западу — гора Спорная (481,6 метра), в 8 километрах к западу-северо-западу — гора (550,1 метра).

## Описание
Склоны покрыты лесом. Через хребет проходят ряд грунтовок.